# Santo Guerreiro (trilogia)
Santo Guerreiro é uma trilogia de livros de romance histórico, que se foca em um dos personagens principais do Catolicismo, São Jorge, escrito pelo brasileiro Eduardo Spohr. A série é ambientada nos dias finais do Império Romano, durante (e após) a Crise do Terceiro Século, quando a civilização mediterrânea é sacudida por invasões bárbaras, rebeliões provincianas, disputas internas e revoltas religiosas. O Senado (e a própria cidade de Roma) começam a perder força, e o núcleo de poder é gradualmente transferido para o Leste.
No centro desses acontecimentos está Georgios, o maior soldado do imperador Diocleciano, tido como o mais leal dos oficiais da Púrpura. Georgios, como afirma a tradição, foi executado durante a última perseguição aos cristãos. Hoje, ele é conhecido como São Jorge.
Em 2020, foi lançado o primeiro livro da trama, Roma Invicta, que foi seguido por Ventos do Norte em 2022 e terminará com "Império do Leste".